# Tom Lawrence
Thomas Morris Lawrence, detto Tom Lawrence (Wrexham, 13 gennaio 1994), è un calciatore gallese, trequartista o ala dei Rangers.

## Carriera

### Club
Calcisticamente cresciuto nel Manchester United, durante la sua carriera ha giocato prevalentemente nella seconda divisione inglese.

### Nazionale
Il 13 ottobre 2015 ha fatto il suo esordio con la nazionale gallese, nella partita vinta per 2-0 contro Andorra al Millennium Stadium di Cardiff.

## Statistiche

### Presenze e reti nei club
Statistiche aggiornate al 17 maggio 2025.
| Stagione            | Squadra             | Campionato          | Campionato | Campionato | Coppe nazionali | Coppe nazionali | Coppe nazionali | Coppe continentali | Coppe continentali | Coppe continentali | Altre coppe | Altre coppe | Altre coppe | Totale | Totale |
| Stagione            | Squadra             | Comp                | Pres       | Reti       | Comp            | Pres            | Reti            | Comp               | Pres               | Reti               | Comp        | Pres        | Reti        | Pres   | Reti   |
| ------------------- | ------------------- | ------------------- | ---------- | ---------- | --------------- | --------------- | --------------- | ------------------ | ------------------ | ------------------ | ----------- | ----------- | ----------- | ------ | ------ |
| ago.-nov. 2013      | Manchester Utd      | PL                  | 1          | 0          | -               | -               | -               | -                  | -                  | -                  | -           | -           | -           | 1      | 0      |
| nov. 2013-gen. 2014 | Carlisle Utd        | FL1                 | 9          | 3          | FACup           | 2               | 0               | -                  | -                  | -                  | -           | -           | -           | 11     | 3      |
| gen.-giu. 2014      | Yeovil Town         | FLC                 | 19         | 2          | -               | -               | -               | -                  | -                  | -                  | -           | -           | -           | 19     | 2      |
| ago.-nov. 2014      | Leicester City      | PL                  | 0          | 0          | -               | -               | -               | -                  | -                  | -                  | -           | -           | -           | 0      | 0      |
| nov.-dic. 2014      | Rotherham Utd       | FLC                 | 6          | 1          | -               | -               | -               | -                  | -                  | -                  | -           | -           | -           | 6      | 1      |
| gen.-giu. 2015      | Leicester City      | PL                  | 3          | 0          | FACup           | 1               | 0               | -                  | -                  | -                  | -           | -           | -           | 4      | 0      |
| 2015-gen. 2016      | Blackburn           | FLC                 | 21         | 2          | FACup           | 2               | 0               | -                  | -                  | -                  | -           | -           | -           | 23     | 2      |
| gen.-giu. 2016      | Cardiff City        | FLC                 | 14         | 0          | -               | -               | -               | -                  | -                  | -                  | -           | -           | -           | 14     | 0      |
| 2016-2017           | Ipswich Town        | FLC                 | 34         | 9          | FACup           | 2               | 2               | -                  | -                  | -                  | -           | -           | -           | 36     | 11     |
| 2017-2018           | Derby County        | FLC                 | 39+2       | 6          | FACup+CdL       | 1+2             | 0               | -                  | -                  | -                  | -           | -           | -           | 44     | 6      |
| 2018-2019           | Derby County        | FLC                 | 33+3       | 6          | FACup+CdL       | 2+1             | 1+0             | -                  | -                  | -                  | -           | -           | -           | 39     | 7      |
| 2019-2020           | Derby County        | FLC                 | 37         | 10         | FACup+CdL       | 3+0             | 0               | -                  | -                  | -                  | -           | -           | -           | 40     | 10     |
| 2020-2021           | Derby County        | FLC                 | 23         | 3          | FACup+CdL       | 0               | 0               | -                  | -                  | -                  | -           | -           | -           | 23     | 3      |
| 2021-2022           | Derby County        | FLC                 | 38         | 11         | FACup+CdL       | 1+0             | 0               | -                  | -                  | -                  | -           | -           | -           | 39     | 11     |
| Totale Derby County | Totale Derby County | Totale Derby County | 170+5      | 36         |                 | 10              | 1               |                    | -                  | -                  |             | -           | -           | 185    | 37     |
| 2022-2023           | Rangers             | SP                  | 5          | 2          | CS+CdL          | 0               | 0               | UCL                | 4                  | 1                  | -           | -           | -           | 9      | 3      |
| 2023-2024           | Rangers             | SP                  | 23         | 2          | CS+CdL          | 3+1             | 0               | UCL+UEL            | 0+5                | 0+1                | -           | -           | -           | 32     | 3      |
| 2024-2025           | Rangers             | SP                  | 17         | 4          | CS+CdL          | 1+2             | 0               | UCL+UEL            | 2+5                | 0+2                | -           | -           | -           | 27     | 6      |
| Totale Rangers      | Totale Rangers      | Totale Rangers      | 46         | 8          |                 | 7               | 0               |                    | 16                 | 4                  |             | -           | -           | 69     | 12     |
| Totale carriera     | Totale carriera     | Totale carriera     | 328        | 61         |                 | 24              | 3               |                    | 16                 | 4                  |             | -           | -           | 368    | 68     |

### Cronologia presenze e reti in nazionale
| Cronologia completa delle presenze e delle reti in nazionale ― Galles | Cronologia completa delle presenze e delle reti in nazionale ― Galles | Cronologia completa delle presenze e delle reti in nazionale ― Galles | Cronologia completa delle presenze e delle reti in nazionale ― Galles | Cronologia completa delle presenze e delle reti in nazionale ― Galles | Cronologia completa delle presenze e delle reti in nazionale ― Galles | Cronologia completa delle presenze e delle reti in nazionale ― Galles | Cronologia completa delle presenze e delle reti in nazionale ― Galles |
| Data                                                                  | Città                                                                 | In casa                                                               | Risultato                                                             | Ospiti                                                                | Competizione                                                          | Reti                                                                  | Note                                                                  |
| --------------------------------------------------------------------- | --------------------------------------------------------------------- | --------------------------------------------------------------------- | --------------------------------------------------------------------- | --------------------------------------------------------------------- | --------------------------------------------------------------------- | --------------------------------------------------------------------- | --------------------------------------------------------------------- |
| 13-10-2015                                                            | Cardiff                                                               | Galles                                                                | 2 – 0                                                                 | Andorra                                                               | Qual. Euro 2016                                                       | -                                                                     | 45’                                                                   |
| 13-11-2015                                                            | Cardiff                                                               | Galles                                                                | 2 – 3                                                                 | Paesi Bassi                                                           | Amichevole                                                            | -                                                                     |                                                                       |
| 24-3-2016                                                             | Cardiff                                                               | Galles                                                                | 2 – 3                                                                 | Irlanda del Nord                                                      | Amichevole                                                            | -                                                                     | 62’                                                                   |
| 28-3-2016                                                             | Kiev                                                                  | Ucraina                                                               | 1 – 0                                                                 | Galles                                                                | Amichevole                                                            | -                                                                     | 72’                                                                   |
| 12-11-2016                                                            | Cardiff                                                               | Galles                                                                | 1 – 1                                                                 | Serbia                                                                | Qual. Mondiali 2018                                                   | -                                                                     | 68’                                                                   |
| 11-6-2017                                                             | Belgrado                                                              | Serbia                                                                | 1 – 1                                                                 | Galles                                                                | Qual. Mondiali 2018                                                   | -                                                                     | 86’                                                                   |
| 2-9-2017                                                              | Cardiff                                                               | Galles                                                                | 1 – 0                                                                 | Austria                                                               | Qual. Mondiali 2018                                                   | -                                                                     | 69’                                                                   |
| 5-9-2017                                                              | Chișinău                                                              | Moldavia                                                              | 0 – 2                                                                 | Galles                                                                | Qual. Mondiali 2018                                                   | -                                                                     | 61’                                                                   |
| 6-10-2017                                                             | Tbilisi                                                               | Georgia                                                               | 0 – 1                                                                 | Galles                                                                | Qual. Mondiali 2018                                                   | 1                                                                     | 55’                                                                   |
| 9-10-2017                                                             | Cardiff                                                               | Galles                                                                | 0 – 1                                                                 | Irlanda                                                               | Qual. Mondiali 2018                                                   | -                                                                     |                                                                       |
| 10-11-2017                                                            | Saint-Denis                                                           | Francia                                                               | 2 – 0                                                                 | Galles                                                                | Amichevole                                                            | -                                                                     | 83’                                                                   |
| 14-11-2017                                                            | Cardiff                                                               | Galles                                                                | 1 – 1                                                                 | Panama                                                                | Amichevole                                                            | 1                                                                     | 87’                                                                   |
| 29-5-2018                                                             | Los Angeles                                                           | Messico                                                               | 0 – 0                                                                 | Galles                                                                | Amichevole                                                            | -                                                                     | 81’                                                                   |
| 6-9-2018                                                              | Cardiff                                                               | Galles                                                                | 4 – 1                                                                 | Irlanda                                                               | UEFA Nations League 2018-2019 - 1º turno                              | 1                                                                     |                                                                       |
| 9-9-2018                                                              | Aarhus                                                                | Danimarca                                                             | 2 – 0                                                                 | Galles                                                                | UEFA Nations League 2018-2019 - 1º turno                              | -                                                                     | 79’                                                                   |
| 11-10-2018                                                            | Cardiff                                                               | Galles                                                                | 1 – 4                                                                 | Spagna                                                                | Amichevole                                                            | -                                                                     | 62’                                                                   |
| 16-10-2018                                                            | Dublino                                                               | Irlanda                                                               | 0 – 1                                                                 | Galles                                                                | UEFA Nations League 2018-2019 - 1º turno                              | -                                                                     |                                                                       |
| 16-11-2018                                                            | Cardiff                                                               | Galles                                                                | 1 – 2                                                                 | Danimarca                                                             | UEFA Nations League 2018-2019 - 1º turno                              | -                                                                     | 77’                                                                   |
| 11-6-2019                                                             | Budapest                                                              | Ungheria                                                              | 1 – 0                                                                 | Galles                                                                | Qual. Euro 2020                                                       | -                                                                     | 79’                                                                   |
| 6-9-2019                                                              | Cardiff                                                               | Galles                                                                | 2 – 1                                                                 | Azerbaigian                                                           | Qual. Euro 2020                                                       | -                                                                     |                                                                       |
| 12-11-2020                                                            | Cardiff                                                               | Galles                                                                | 0 – 0                                                                 | Stati Uniti                                                           | Amichevole                                                            | -                                                                     |                                                                       |
| 18-11-2020                                                            | Cardiff                                                               | Galles                                                                | 3 – 1                                                                 | Finlandia                                                             | UEFA Nations League 2020-2021 - 1º turno                              | -                                                                     | 61’                                                                   |
| 27-3-2021                                                             | Cardiff                                                               | Galles                                                                | 1 – 0                                                                 | Messico                                                               | Amichevole                                                            | -                                                                     | 65’                                                                   |
| Totale                                                                |                                                                       | Presenze                                                              | 23                                                                    |                                                                       | Reti                                                                  | 3                                                                     |                                                                       |

## Palmarès

### Club

#### Competizioni giovanili
- FA Youth Cup: 1

Manchester United: 2010-2011

#### Competizioni nazionali
- Community Shield: 1

Manchester United: 2013
- Coppa di Lega scozzese: 1

Rangers: 2023-2024